# Таламический мозг
Таламический мозг, или таламэнцефалон (лат. thalamencephalon; название происходит от соединения корней др.-греч. θάλαμος — таламус, буквально «камера, комната, отсек», и ἐγκέφαλος — «энкефалос», буквально «находящийся внутри головы», то есть головной мозг или его часть), также называемый таламической областью (regio thalamica) — это область промежуточного мозга, в которую включают собственно таламус, эпиталамус, субталамус и метаталамус, но не включают гипоталамус и гипофиз, относимые к гипоталамической области (regio hypothalamica) или к гипоталамо-гипофизарной системе.
Таламический мозг является филогенетически более молодой, то есть позже образовавшейся в ходе эволюции структурой головного мозга, чем гипоталамическая область (гипоталамус и задняя доля гипофиза).

## Эмбриональное развитие
В ходе эмбриогенеза таламический мозг образуется из прозомера D2, в то время как из прозомера D1 образуется гипоталамическая область.
| Первичный мозговой пузырь | Вторичные мозговые пузыри | Первичные прозомеры | Вторичные прозомеры | Дальнейшая прозомеризация |
| ------------------------- | ------------------------- | ------------------- | ------------------- | ------------------------- |
| Прозэнцефалон (P)         | Телэнцефалон (T)          | T                   | T1                  |                           |
| Прозэнцефалон (P)         | Псевдопрозомера T2        |                     |                     |                           |
| Прозэнцефалон (P)         | Диэнцефалон (D)           | D                   | D1                  |                           |
| Прозэнцефалон (P)         | Диэнцефалон (D)           | D                   | D2 (таламэнцефалон) | Ростральный парэнцефалон  |
| Прозэнцефалон (P)         | Диэнцефалон (D)           | D                   | D2 (таламэнцефалон) | Каудальный парэнцефалон   |
| Прозэнцефалон (P)         | Диэнцефалон (D)           | D                   | Синэнцефалон        |                           |